# Шорт-трек на зимних Олимпийских играх 2022
Соревнования по шорт-треку на зимних Олимпийских играх 2022 года в Пекине прошли с 5 по 16 февраля 2022 года в Столичном дворце спорта. В рамках соревнования будут разыграны 9 комплектов наград (по 4 у мужчин и женщин и 1 в смешанной дисциплине).
В сравнении с прошлыми Играми, в программу добавили смешанную эстафету на дистанции 2000 метров, увеличив общее количество разыгрываемых наград до 9-ти.

## Квалификация
Всего в соревновании примет участие 112 спортсменов (56 мужчин и 56 женщин), что на восемь меньше, чем на зимних Олимпийских играх 2018 года. Странам будут выделены квоты с учётом результатов Кубка мира 2021-22 годов. Этапы Кубка мира пройдут осенью 2021 года. Каждой стране было разрешено заявить не более пяти спортсменов каждого пола, если страна квалифицирована на эстафетную гонку, и трех спортсменов, если нет квалификации на эстафету.

## Расписание
Время местное (UTC+8)
| Дата                    | Время       | Соревнование               |
| ----------------------- | ----------- | -------------------------- |
| Суббота, 5 февраля      | 19:00—21:40 | Женщины, 500 м             |
| Суббота, 5 февраля      | 19:00—21:40 | Мужчины, 1000 м            |
| Суббота, 5 февраля      | 19:00—21:40 | Смешанная эстафета, 2000 м |
| Понедельник, 7 февраля  | 19:30—21:10 | Мужчины, 1000 м            |
| Понедельник, 7 февраля  | 19:30—21:10 | Женщины, 500 м             |
| Среда, 9 февраля        | 19:00—21:30 | Женщины, 1000 м            |
| Среда, 9 февраля        | 19:00—21:30 | Женская эстафета, 3000 м   |
| Среда, 9 февраля        | 19:00—21:30 | Мужчины, 1500 м            |
| Пятница, 11 февраля     | 19:00—20:50 | Мужчины, 500 м             |
| Пятница, 11 февраля     | 19:00—20:50 | Мужская эстафета, 5000 м   |
| Пятница, 11 февраля     | 19:00—20:50 | Женщины, 1000 м            |
| Воскресенье, 13 февраля | 19:00—20:20 | Женская эстафета, 3000 м   |
| Воскресенье, 13 февраля | 19:00—20:20 | Мужчины, 500 м             |
| Среда, 16 февраля       | 19:30—21:30 | Женщины, 1500 м            |
| Среда, 16 февраля       | 19:30—21:30 | Мужская эстафета, 5000 м   |

## Медали

### Общий зачёт
(Жирным выделено самое большое количество медалей в своей категории; принимающая страна также выделена)
| Общее количество медалей |                  |        |         |        |       |
| Место                    | Страна           | Золото | Серебро | Бронза | Всего |
| 1                        | Республика Корея | 2      | 3       | 0      | 5     |
| 2                        | Китай            | 2      | 1       | 1      | 4     |
| 2                        | Нидерланды       | 2      | 1       | 1      | 4     |
| 4                        | Италия           | 1      | 2       | 1      | 4     |
| 5                        | Канада           | 1      | 1       | 2      | 4     |
| 6                        | Венгрия          | 1      | 0       | 2      | 3     |
| 7                        | ОКР              | 0      | 1       | 1      | 2     |
| 8                        | Бельгия          | 0      | 0       | 1      | 1     |
| Всего                    | Всего            | 9      | 9       | 9      | 27    |

## Медалисты

### Мужчины
| Дисциплина  | Золото                                                                              | Серебро                                                                             | Бронза                                                                      |
| 500 метров  | Шаоанг Лю Венгрия                                                                   | Константин Ивлиев ОКР                                                               | Стивен Дюбуа Канада                                                         |
| 1000 метров | Жэнь Цзывэй Китай                                                                   | Ли Вэньлун Китай                                                                    | Шаоанг Лю Венгрия                                                           |
| 1500 метров | Хван Дэ Хон Республика Корея                                                        | Стивен Дюбуа Канада                                                                 | Семён Елистратов ОКР                                                        |
| Эстафета    | Канада · Шарль Амлен · Стивен Дюбуа · Жордан Пьер-Жиль · Паскаль Дион · Максим Лаун | Республика Корея · Ли Джун Со · Хван Дэ Хон · Квак Юн Ги · Пак Чан Хёк · Ким Дон Ук | Италия · Пьетро Сигель · Юри Конфортола · Томмазо Дотти · Андреа Кассинелли |

### Женщины
| Дисциплина  | Золото                                                                              | Серебро                                                              | Бронза                                                                  |
| 500 метров  | Арианна Фонтана Италия                                                              | Сюзанне Схюлтинг Нидерланды                                          | Ким Бутен Канада                                                        |
| 1000 метров | Сюзанне Схюлтинг Нидерланды                                                         | Чхве Мин Джон Республика Корея                                       | Ханне Десмет Бельгия                                                    |
| 1500 метров | Чхве Мин Джон Республика Корея                                                      | Арианна Фонтана Италия                                               | Сюзанне Схюлтинг Нидерланды                                             |
| Эстафета    | Нидерланды · Сюзанне Схюлтинг · Сельма Паутсма · Ксандра Велзебур · Яра ван Керкхоф | Республика Корея · Чхве Мин Джон · Ким А Ран · Ли Ю Бин · Со Хви Мин | Китай · Цюй Чуньюй · Чжан Чутун · Фань Кэсинь · Чжан Юйтин · Хань Юйтун |

### Смешанная
| Дисциплина             | Золото                                                                 | Серебро | Бронза                                                                                    |
| Эстафета см. подробнее | Китай · Цюй Чуньюй · Фань Кэсинь · У Дацзин · Жэнь Цзывэй · Чжан Юйтин | Италия · Арианна Фонтана · Мартина Вальчепина · Пьетро Сигель · Андреа Кассинелли · Арианна Вальчепина · Юрий Конфортола | Венгрия · Петра Ясапати · Жофия Конья · Шаоанг Лю · Шандор Шаолинь Лю · Джон-Генри Крюгер |

## Спортивный объект
| Столичный дворец спорта |
| ----------------------- |
|                         |
| Вместимость: 17 345     |